# اتیل بنزوات
اتیل بنزوات (به انگلیسی: Ethyl benzoate) با فرمول شیمیایی C۹H۱۰O۲ یک ترکیب شیمیایی است. که جرم مولی آن ۱۵۰٫۱۷ g/mol می‌باشد. 